# Aegna
Aegna este o insulă estonă situată în Golful Tallin din Marea Baltică. Din punct de vedere administrativ face parte din Tallinn, capitala Estoniei, și este o subdiviziune a sectorului Kesklinn al orașului.

## Geografie
Insula Aegna are o suprafață de 2,93 km² și este amplasată în apropierea peninsulei Viimsi, la 1,5 km nord-vest de Rohuneeme și la 14 km nord de Tallinn. Coasta insulei are 10 km lungime și include două plaje de nisip. Cel mai înalt punct al insulei se află la 14,6 m deasupra nivelului mării.
Insula este renumită pentru blocurile sale eratice, 24 din aceste stânci fiind protejate prin lege. 23 de blocuri se găsesc la un loc în partea estică a insulei, pe Lemmikneem (Capul Lemmik) și acoperă o zonă cu lungimea de 170 m și lățimea de 140 m. Cel mai mare din ele este Tulekivi (trad: Piatra de Foc) cu înălțimea de 4 m și circumferința de 35,1 m.
La 1 ianuarie 2015, Aegna avea șase rezidenți permanenți.

## Istorie
Primele atestări documentare ale insulei datează din sec. XIII. În 1265, la ordinul reginei Danemarcei, Margaret Sambiria, s-a format o comisie pentru a determina hotarele orașului Tallinn, care a stabilit că Aegna intră în limitele acestuia. O altă mențiune a fost înregistrată în 1297 când regele danez Erik Menved a interzis tăierea copacilor pe insulele Aegna și Naissaar.
Există dovezi că insula a fost populată cel puțin din 1469-1470, când locuitorii insulei au plătit o taxă consiliului orașului Tallinn. De-a lungul timpului Aegna a fost o sursă importantă de lemn, fân și pește, dar paralel cu așezarea oamenilor pe insulă s-a dezvoltat și agricultura.
Aegna a fost folosită în scopuri militare de către Imperiul Rus, Estonia interbelică și Uniunea Sovietică, iar printre vestigiile care mai pot fi observate pe insulă se numără: un turn de veghe, baterii de artilerie (de coastă și antiaeriene) cu tuneluri subterane, o cale ferată folosită la construcția acestora și un cazinou pentru ofițeri.
La 10 august 2005 un elicopter Copterline de pe ruta Tallinn-Helsinki s-a prăbușit la 3 km sud de insulă. Toți cei 14 oameni de la bord au murit.

## Transport
Cu sprijinul orașului Tallinn și al companiei Kihnu veeteed, micul feribot Juku operează curse de la și spre Aegna în timpul lunilor de vară.
Compania Tallinn-Cruises organizează de asemenea în timpul verii excursii până la insulă pe vaporul ”Monica”. O alternativă pentru turiștii dornici să ajungă pe Aegna ar fi închirierea unei bărci cu motor sau a unui iaht în portul Pirita din Tallinn.

## Turism
Aegna este o destinație populară pentru turiștii pasionați de drumeții, insula având peste 15 km de trasee pentru aceștia. Pădurile acoperă în jur de 70% din suprafața totală, dintre care 60% sunt de pin, 25% - de molid, 10% - de arin negru și 5% - mesteacăn.

## Galerie

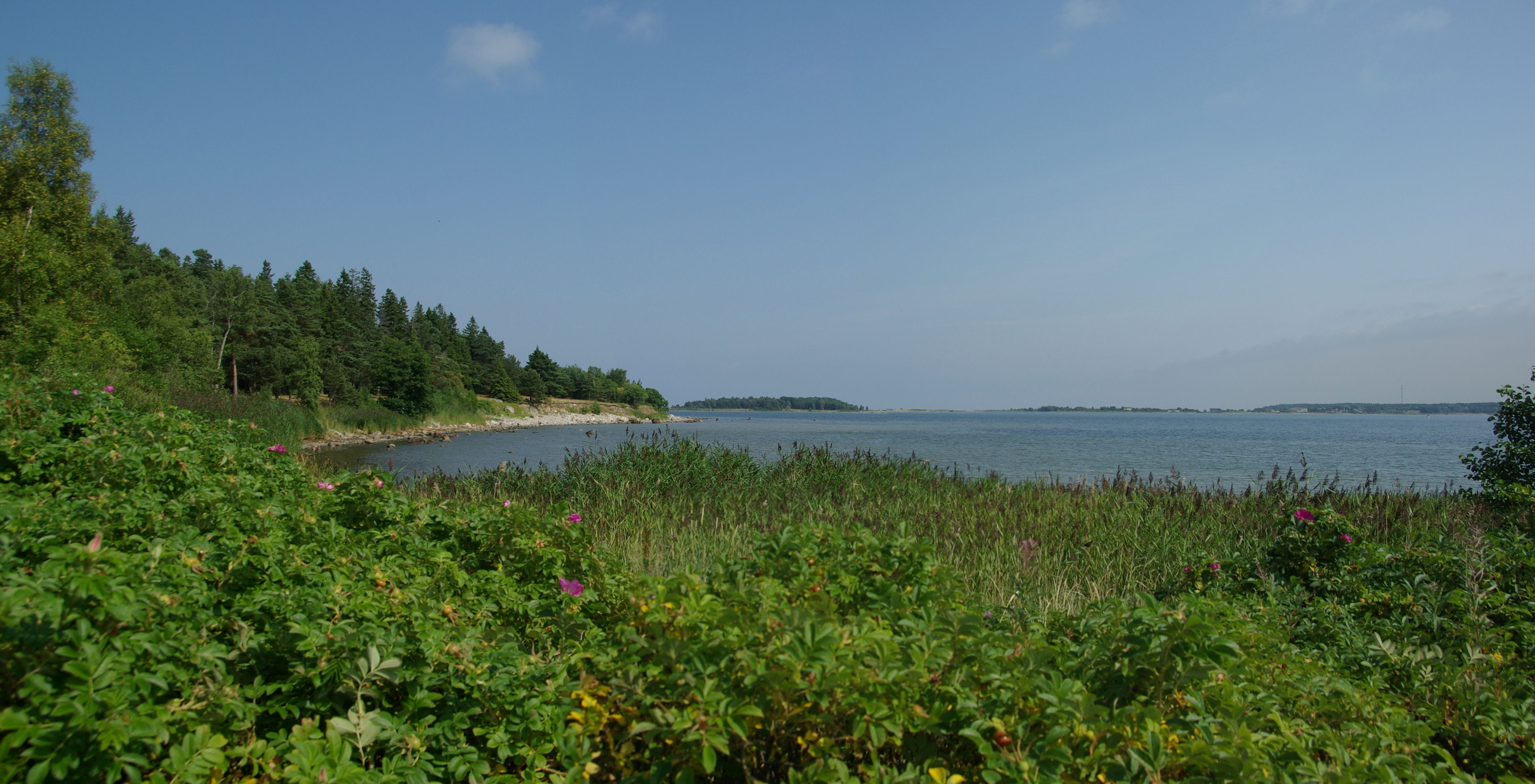
Capul Karnapi
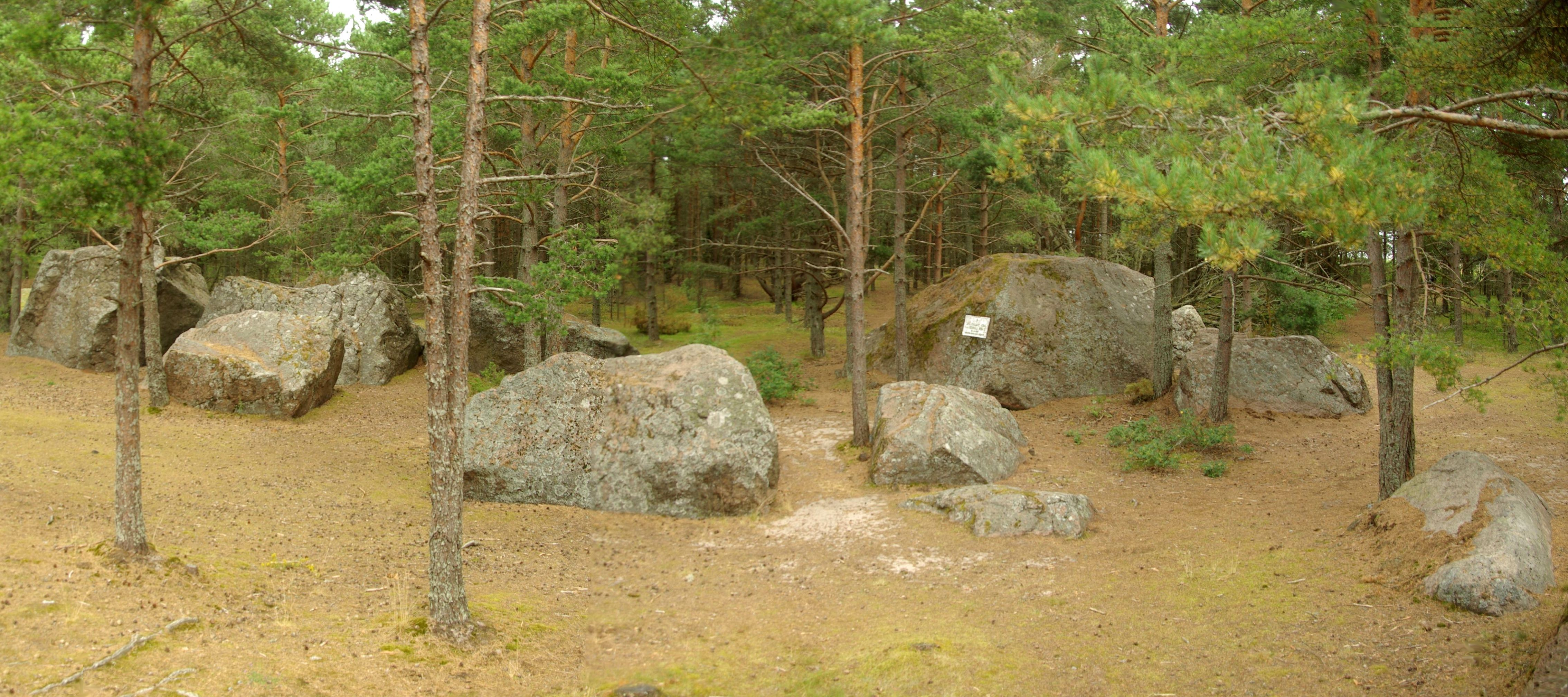
Blocurile eratice de la Capul Lemmik
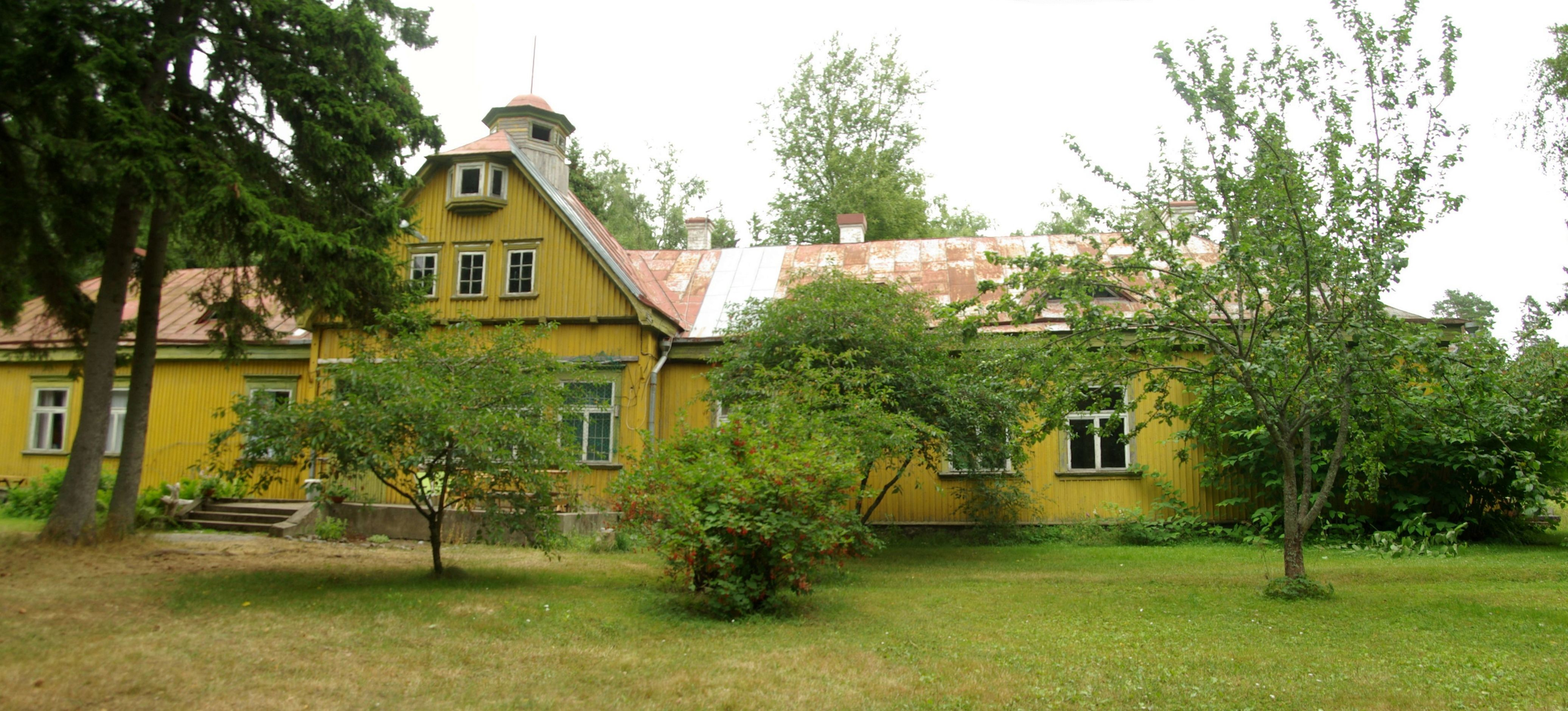
Cazinoul ofițerilor
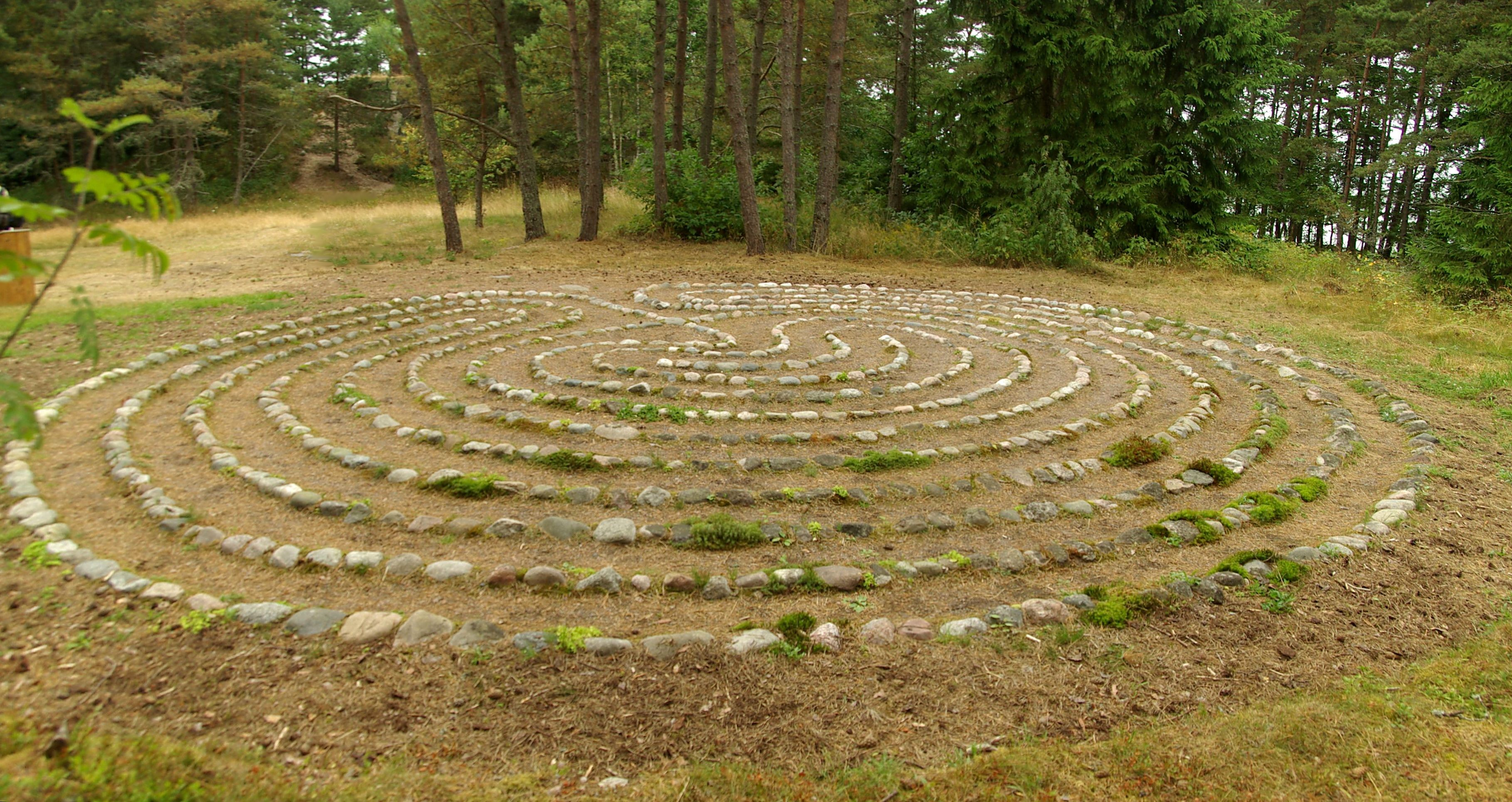
Labirintul de pietre
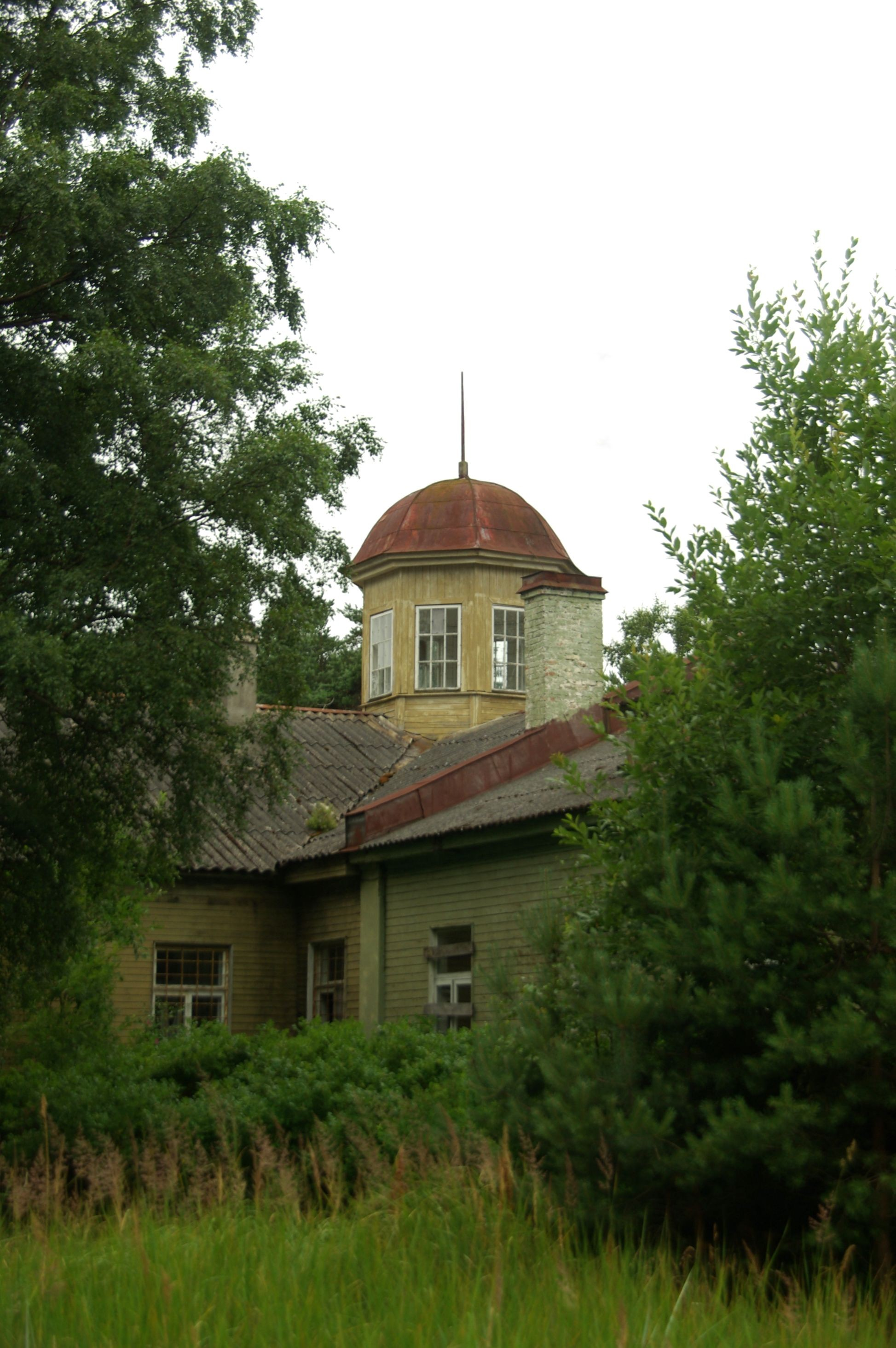
Cantina garnizoanei